# Colias alfacariensis
La colias de Berger (Colias alfacariensis) es una especie de insecto lepidóptero de la familia Pieridae, que fue descrita originalmente, como una variedad de Papilio hyale, por Ribbe, en 1905, en Alfacar (España). El entomólogo Verity la describió de forma independiente en 1911, bajo el nombre de Colias australis, por el que se le conoció durante bastante tiempo.

## Descripción
Alas anteriores de color amarillo limón en su anverso, con fimbrias rosadas, con un punto negro y bandas de igual color. Reverso ligeramente anaranjado con puntos plateados, muy visibles, en el extremo de la celda. Las alas posteriores tienen un punto anaranjado. La hembra tiene un tono blanco-verdoso, con el reverso similar. Esta especie es muy similar a la colias croceus.
Se reproduce tres veces al año (aproximadamente en abril, julio y octubre), siendo la última de las generaciones mucho más reducida que las dos anteriores. La puesta se realiza sobre hojas de hippocrepis. 

## Distribución y hábitat
Es una especie extendida por toda la región paleártica. En España y Portugal es muy frecuente, sobre todo en el sur. Suele vivir en zonas de encinar, y laderas soleadas, a cierta altura (1.500-1.800 m). Las poblaciones no suelen formar poblaciones densas, pues es una especie de carácter solitario. Es muy usual en los macizos montañosos de tipo calizo de Andalucía Oriental, sobre todo en la sierra de Huétor, donde fue descrita por primera vez, y menos abundantes en montañas más elevadas, como Sierra Nevada.